# Dunlichity

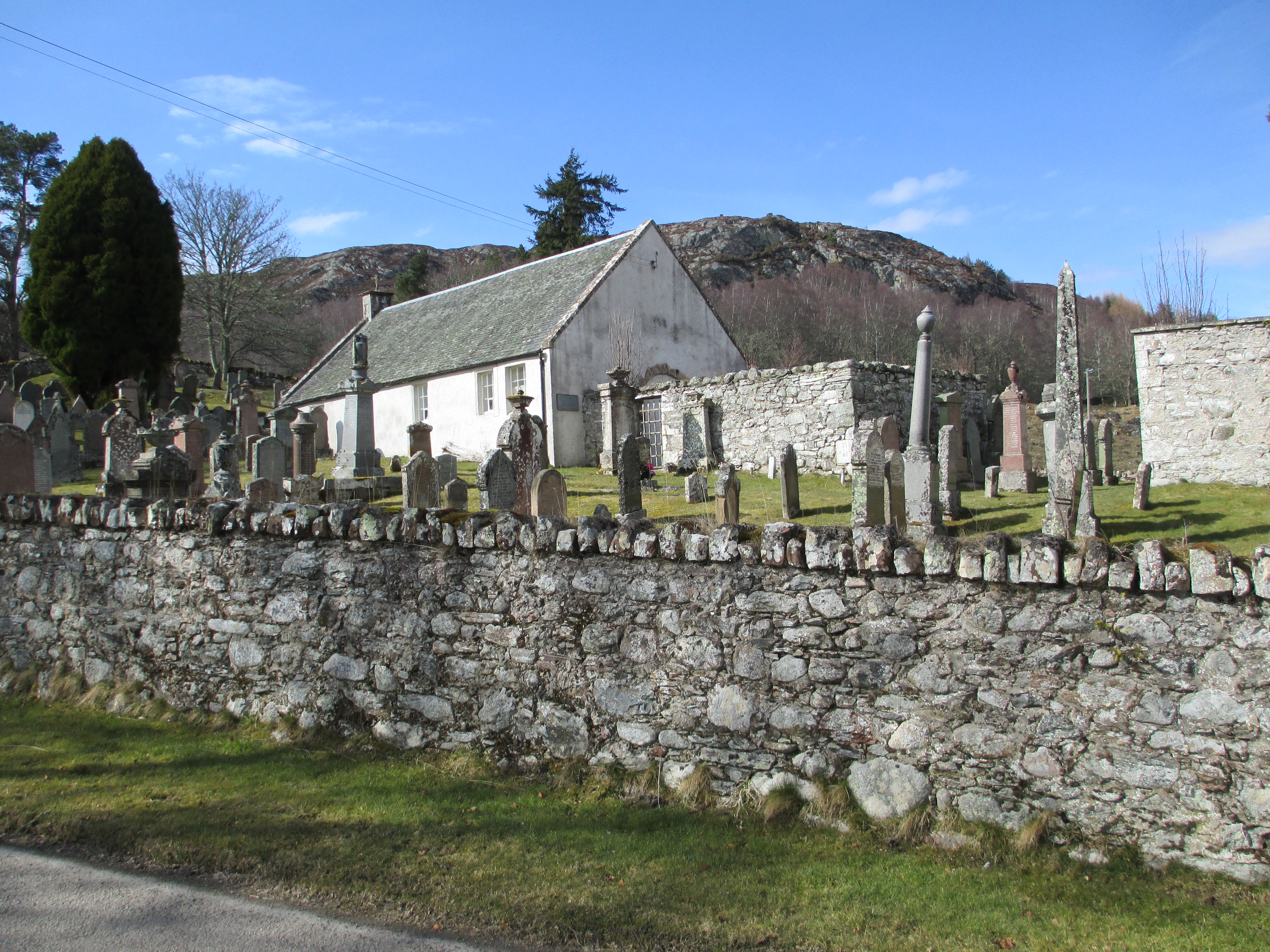
Kirche und Friedhof von Dunlichity

Dunlichity ist eine Ortschaft, die südlich von Inverness in der Council Area Highland im Norden von Schottland liegt. Im Rahmen der historischen Gliederung Schottlands in Civil Parishes zählt Dunlichity zu Daviot and Dunlichity, das zu Inverness-shire gehörte.
Dunlichity liegt im Strathnairn nordöstlich des Sees Loch a’ Chlachain. Der Ort bildete eine eigenständige Gemeinde (Civil Parish), bis sie 1845 mit der von Daviot vereinigt wurde. Sein Name, ursprünglich Dunleeatti, verweist auf einen Hügel, der dem Clan der Chattan zugeordnet wurde. Das Zentrum bildet eine Kirche, die, ebenso wie der sie umgebende Friedhof, unter Denkmalschutz steht. Die Umgebung ist ländlich geprägt, von einer gewissen Bedeutung ist der nur wenige Häuser umfassende Ort für Sportfischer.